# The Ferris Wheel
The Ferris Wheel war eine britische Band der späten 1960er Jahre, die Soul mit psychedelischem Rock verband.

## Bandgeschichte
Ende 1966 schlossen sich Mitglieder verschiedener Musikgruppen unter dem Namen „The Ferris Wheel“ zusammen. Sängerin Diane Ferraz aus Trinidad bildete zuvor mit Nicky Scott das Duo „Diane & Nicky“. Die Brüder Dave (Saxofon) und George Sweetnam (Bass, Gesang) sowie Barry Reeves (Schlagzeug) kamen von den „Checkmates“, der Begleitband von Emile Ford (Emile Ford and the Checkmates). Mike Liston (Keyboards, Gesang) war zuvor bei der Band „West Five“. Komplettiert wurde die Gruppe durch den Gitarristen Keith Anthony.
Zunächst nannten sie sich „Diane Ferraz & the Simon’s Triangle“. „Simon“ bezog sich dabei auf Simon Napier-Bell, den Manager der Gruppe, der zuvor Diane & Nicky betreut hatte. Der neue Name war ein Wortspiel aus dem Familiennamen der Sängerin, Ferraz, und dem ersten modernen Riesenrad des Amerikaners G. W. G. Ferris („Ferris Wheel“).
Die Band hatte großen Erfolg bei Liveauftritten, weniger jedoch mit ihren Platten. 1967 erschien das Album Can’t Break the Habit, aus dem drei Singles ausgekoppelt wurden, von denen sich jedoch keine in den Charts platzieren konnte. Im Laufe der Zeit gab es einige Umbesetzungen. So zog sich Diane Ferraz aus dem Musikgeschäft zurück, für sie kam zunächst Marsha Hunt, danach Linda Lewis. Mit Lewis wurde 1970 die vierte Single und das zweite Album aufgenommen. Wenig später löste sich die Gruppe auf.

## Diskografie

### Alben
- Can’t Break the Habit (1967) (erweiterte Ausgabe auf CD im Jahr 2000)
- Ferris Wheel (1970)

### Singles
- Can’t Break the Habit /  Number One Guy (1967)
- Let It Be Me / You Look At Me (1968)
- The Na na Song / Three Cool Cats (1968)
- Can’t Stop Now / I Know You Well (1970)